# 沃斯堡 (密西西比州)
沃斯堡（英語：Vossburg）是位於美國密西西比州賈斯珀縣的非建制地區。

## 歷史
沃斯堡的郵局自1882年營運至今。

## 地理
沃斯堡所處的海拔為高於海平面151米（即495英呎），而該地所採用的時區為UTC-6，即北美中部時區（CST）。同時該地設有夏令時間，為UTC-6調快一小時，即UTC-5（CDT）。